# 夏の終りのハーモニー/俺はシャウト!
「夏の終りのハーモニー/俺はシャウト!」（なつのおわりのハーモニー/おれはシャウト!）は、日本のシンガーソングライターである井上陽水と、ロックバンドである安全地帯とのコラボレーション・シングル。
1986年9月25日にKitty Recordsからリリースされた。井上としては「新しいラプソディー」（1986年）よりおよそ4か月ぶり、安全地帯としては「プルシアンブルーの肖像」（1986年）よりおよそ3か月ぶりとなるシングルであり、作詞は井上、作曲は玉置浩二、編曲は星勝と安全地帯および中西康晴、プロデュースは多賀英典と井上および玉置が担当している。
「夏の終りのハーモニー」は1986年の神宮球場における井上と安全地帯のジョイント・コンサートにて初披露された楽曲であり、およそ1か月後にシングルとしてリリースされた。本作はオリコンシングルチャートにおいては最高位第6位となった。
「夏の終りのハーモニー」は後に作曲者である玉置がセルフカバーを行ったほか、MOOMINや中村あゆみ、清水翔太などの著名な歌手によってカバーされている。

## 音楽性と歌詞
「夏の終りのハーモニー」は、1986年8月20日および8月21日の2日間に亘って神宮球場で行われた井上陽水と安全地帯によるジョイントコンサート「スターダスト・ランデヴー井上陽水・安全地帯LIVE AT 神宮」にて初披露された。安全地帯のベスト・アルバム『ALL TIME BEST』（2017年）の楽曲解説では、本作を「珠玉のミディアムバラード」であると述べ、井上と玉置が異なるタイプの歌手であるとした上で、「情感豊かで憂いのある歌声が重なると、得も言われぬ感動が生まれてくる」と主張したほか、井上による歌詞と玉置によるメロディーおよび両者によるハーモニーが絶妙であるとして「まさに天才二人の邂逅」と述べている。また、両者とも後に至るまで同曲をコンサートで披露しているために両者にとって重要な1曲であるとも述べている。

## リリース、チャート成績
本作は1986年9月25日にKitty Recordsより7インチレコードにてリリースされた。本作のレコーディングおよびジャケット写真の撮影は、同年9月2日に行われている。1988年12月10日には8センチCDとして再リリースされた。
本作はオリコンシングルチャートにおいて最高位第6位、登場週数は10回で売り上げ枚数は10.8万枚となった。本作は安全地帯のデビュー40周年記念ベスト・アルバム『THE BEST ALBUM 40th ANNIVERSARY 〜あの頃へ〜』（2022年）の収録曲を決定するファン投票において第5位を獲得した。

## ライブ・パフォーマンス
「夏の終わりのハーモニー」を井上と玉置の両者が共演する形で披露された機会は、「スターダスト・ランデヴー井上陽水・安全地帯LIVE AT 神宮」を中継した1986年8月のNHK総合特別番組の他に、1992年1月2日放送のテレビ朝日系音楽番組『タモリの音楽ステーション』（1992年 - 1993年）において両者の共通の友人である司会のタモリを前に弾き語りで披露、また2017年11月10日放送のNHK総合音楽番組『SONGSスペシャル 井上陽水×玉置浩二』において正式な演奏としては神宮球場ライブ以来で31年振りに披露されたのみで、両者の共演によるライブ演奏は数回となっている。

## カバー

### 日本語バージョン
- 金澤豊 - シングル「夏の終りのハーモニー(duet with shungo.)」（2020年）としてリリース。
- 川島ケイジ - アルバム『KEIJI』（2016年）に収録。
- 猿岩石 - アルバム『1986』（1999年）に収録。
- 清水翔太 feat.大橋卓弥（スキマスイッチ） - アルバム『MELODY』（2012年）に収録[8]。
- SOLO-DUO（ギラ・ジルカ & 矢幅歩） - アルバム『Morning Light』（2016年）に収録。
- 玉置浩二 - セルフカバー・アルバム『ワインレッドの心』（1999年）に収録。
- DEEP - シングル「Just The Way You Are」（2014年）に収録[9]。
- DEEN - アルバム『クロール』（2010年）に収録[10]。
- 徳永ゆうき & 萩原義人 - カバー・アルバム『とくながポップス』（2019年）に収録。
- 中田裕二 - アルバム『PORTAS』（2020年）に収録[11]。
- 中村あゆみ - アルバム『VOICE III〜青春の光と影〜』（2010年）に収録。
- bird - カバー・アルバム『covers』（2009年）に収録[12][13]。
- 翠千賀 - 配信限定シングル「夏の終りのハーモニー」（2016年）としてリリース。
- MOOMIN - アルバム『NATURAL HIGH』（2002年）に収録。
- 山崎育三郎 Duet with 尾上松也 - カバー・アルバム『1936 〜your songs II〜』（2017年）に収録[14]。
- jyA-Me - アルバム『With. Me -Duet Cover-』（2013年）に「夏の終りのハーモニー with Lil’B」として収録[15]。
- Rune - カバー・アルバム『RUNE COVER SELECTION』（2017年）に収録。

### 中国語バージョン
- サリー・イップ（葉蒨文） - 広東語バージョン、「答案」のタイトルでアルバム『祝福』（1988年）に収録。
- 李克勤（英語版） & 黃凱芹（中国語版） - 広東語バージョン、「絕對自我」のタイトルでアルバム『命運符號』（1987年）に収録。

## シングル収録曲
| 全作詞: 井上陽水、全作曲: 玉置浩二。 |                          |           |            |                                        |      |
| #                                    | タイトル                 | 作詞      | 作曲・編曲 | 編曲                                   | 時間 |
| 1.                                   | 「夏の終りのハーモニー」 | 井上陽水  | 玉置浩二   | 星勝、安全地帯、中西康晴               | 4:24 |
| 2.                                   | 「俺はシャウト!」        | 井上陽水  | 玉置浩二   | 井上陽水、安全地帯、中西康晴、川島裕二 | 4:00 |
| 合計時間:                            | 合計時間:                | 合計時間: | 8:24       |                                        |      |

## スタッフ・クレジット

### 参加ミュージシャン
- 井上陽水
- 安全地帯
- 中西康晴
- 川島裕二
- 矢口博康

### スタッフ
- 多賀英典 - プロデューサー
- 井上陽水 - プロデューサー
- 玉置浩二 - プロデューサー
- 金子章平 - ディレクター
- 星勝 - ディレクター
- 諸鍜治辰也 - ミキサー

## リリース日一覧
| No. | リリース日     | レーベル      | 規格      | カタログ番号 | 最高順位 | 備考 |
| --- | -------------- | ------------- | --------- | ------------ | -------- | ---- |
| 1   | 1986年9月25日  | Kitty Records | 7インチ   | 7DS 0130     | 6位      |      |
| 2   | 1988年12月10日 | Kitty Records | 8センチCD | H10K-30041   | -        |      |

## 収録アルバム

### 「夏の終りのハーモニー」
井上陽水・安全地帯
- 『スターダスト・ランデヴー井上陽水・安全地帯LIVE AT 神宮』（1986年） - ライブ・バージョンを収録。

安全地帯
- 『安全地帯V』（1986年）
- 『I Love Youからはじめよう -安全地帯BEST-』（1988年）
- 『安全地帯/玉置浩二 ベスト』（1994年）
- 『TREASURE COLLECTION』（1999年）
- 『THE VERY BEST of 安全地帯』（2001年）
- 『安全地帯 COMPLETE BEST』（2005年）
- 『安全地帯 “完全復活” コンサートツアー2010 Special at 日本武道館 〜Start & Hits〜「またね…。」』（2010年）
- 『ALL TIME BEST』（2017年）
- 『THE BEST ALBUM 40th ANNIVERSARY 〜あの頃へ〜』（2022年）

井上陽水
- 『Re-View』（1987年）
- 『GOLDEN BEST』（1999年）
- 『井上陽水 プラチナ・ベスト 〜アーリー・タイムズ〜』（2003年）

### 「俺はシャウト!」
安全地帯
- 『安全地帯 アナザー・コレクション -アルバム未収録曲集-』（1994年）
- 『安全地帯 COMPLETE BEST』（2005年）

井上陽水
- 『GOLDEN BAD』（2000年）
- 『井上陽水 プラチナ・ベスト 〜アーリー・タイムズ〜』（2003年）